# 이전환
이전환(李典煥, 1961년 ~ , 대구)은 대한민국의 세무공무원이다.

## 학력
- 청구고등학교 졸업
- 서울대학교 경제학 학사
- 워싱턴 대학교 대학원 석사

## 경력
- 제27회 행정고시 합격
- 재정경제부 세제실 근무
- 공주세무서 서장
- 중부지방국세청 개인납세2과장
- 국세청 기획예산담당관
- 국세청 재정기획관
- 중부지방국세청 납세자보호담당관
- 국세청 법인납세국장
- 국세청 징세법무국장
- 부산지방국세청장
- 국세청 개인납세국장
- 국세청 차장
- 2014.12 ~ 2016.06 : 광교세무법인 세무사
- 2016.07 ~ :  법무법인 태평양 고문
- 2017.03 ~ 2021.03: 현대건설기계㈜ 사외이사 및 감사위원
- 2017.03 ~ 2021.03 : 이마트 사외이사 겸 감사위원장
  - 이마트 내부거래위원회 위원
- 2021.03 ~ : 에스오일 사외이사
  - 에스오일 감사위원회 위원
  - 에스오일 사외이사후보추천위원회 위원
  - 에스오일 ESG위원회 위원
- 풍산 사외이사
  - 풍산 감사위원회 위원

## 참고 자료
- 네이트 인물검색[깨진 링크(과거 내용 찾기)]

| 전임 박윤준 | 제23대 국세청 차장 2013년 4월 10일 ~ 2014년 8월 | 후임 김봉래 |